# دوئل (فیلم ۱۹۸۱)
دوئل یک فیلم اکشن رومانیایی به کارگردانی سرجیو نیکلائسکو است که در سال ۱۹۸۱ به نمایش درآمد.

## چکیده داستان
کمیسر مولدوان باید معمای پرونده یک دزدی را حل کند.

## بازیگران
- سرجیو نیکلائسکو
- ژان کنستانتین
- جورجه کنستانتین
- کولئا رائوتو
- جورجه میهائیتسا
- یون بسویو
- اوویدیو یولیو مولدوان
- اشتفان میهایلسکو-بریلا
- ولادیمیر گیتان
- والنتین پلاتارئانو
- واسیله پوپا
- کورنلیو گاربئا
- آریستیده تیکا